# Cité internationale de la gastronomie et du vin
Die Cité internationale de la gastronomie et du vin (CIGV) (deutsch Internationale Stätte der Gastronomie und des Weines) ist eine Ausbildungs- und Präsentationsstätte in Dijon, die sich der Kochkunst und insbesondere der Gastronomie und dem Wein widmet. Das Gelände eines ehemaligen Krankenhauses, das auf ein mittelalterliches Hospiz zurückreicht und 2007 als Monument historique eingestuft worden ist, liegt nahe zum Hauptbahnhof Dijon jenseits der Gleistrasse.
Die Cité wurde am 6. Mai 2022 eröffnet.

## Einrichtung
Im Jahr 2012 gab es einen Aufruf mit dem Ziel, Vorschläge einzureichen, welche Stadt in Frankreich stellvertretend für das Kulturerbe französischer Esskultur dienen könnte. Daraufhin bewarben sich fünf Städte, um den Titel Cité de la gastronomie zu erlangen. Neben Dijon waren dies Beaune, gemeinsam die Nachbarstädte Chevilly-Larue und Rungis, Lyon, Tours und Versailles, wobei letztere vor der endgültigen Entscheidung auf eine weitere Teilnahme verzichtete.
Dijon hebt sich im Vergleich durch seine erst 1971 gegründete und mit einem eigenen UNESCO-Lehrstuhl für Wein und Kultur ausgestattete Universität von Burgund besonders hervor, die mit ihrem eigenen Weingut einen integrierten Studiengang zur Oenologie anbietet. Die Cité internationale de la gastronomie et du vin (CIGV) ist gleichzeitig Ausgangspunkt der 60 km langen Route des Grands Crus durch die Côte d’Or, Côte de Nuits und die Côte de Beaune.

### Planung und Bau
Es wurde ein Komitee (Orientierungsrat) gegründet, das mit zwei Dutzend Personen aus Wirtschaft, der Weinbranche, dem Journalismus und der Politik besetzt wurde, um die Ausrichtung eines Zentrums für Ausbildung und Außendarstellung der französischen Esskultur zu definieren. Integriert wurden zusätzlich die Leiterin des UNESCO-Lehrstuhls, Jocelyne Pérard, und der Sternekoch und gleichzeitig kulinarische Direktor des CIGV, Eric Pras. Neben einer allgemeinen Präsentation (Dauerausstellung) war von Anfang an vorgesehen, themenorientierte Wechselausstellungen anzubieten und ein breites Publikum einschließlich des internationalen Tourismus anzusprechen.
Der Zeitplan für die Errichtung dieses neuen Kulturzentrums war eng bemessen: Nachdem im Dezember 2014 der Stadtrat von Dijon unter der Leitung seines Bürgermeisters François Rebsamen den Projektentwickler und Bauträger Eiffage für die Planung, den Bau und die Finanzabwicklung des CIGV bestimmt hatte, verließen die letzten Abteilungen des Krankenhauses im April 2015 das Gelände. Im Januar 2016 kaufte es die Stadt Dijon. Ursprünglich war die Eröffnung für das Jahr 2019 geplant, doch musste der Termin mehrfach verschoben werden. Erst im Juni 2019 konnten die Bauarbeiten beginnen, nachdem im Januar die letzten Klagen vor dem Appellationsgericht in Lyon abgewiesen worden waren. Die vom Département Côte-d’Or für das Projekt bereitgestellte Finanzierung in Höhe von 3 Mio. Euro konnte so vom Stadtrat eingesetzt werden. Bauseitig betreuen die Architekten Anthony Béchu (* 1950) und Alain-Charles Perrot (* 1945) das Projekt, die auch schon andere Projekte gemeinsam durchführten und dafür eine eigene Gesellschaft gründeten.
Die Erstellung des CIGV besteht aus der Sanierung und Integration des alten Baukörpers des Krankenhauskomplexes und dem Neubau markanter und funktionaler Show-, Arbeits- und Wohngebäude. Insgesamt umfasst das Gelände eine Fläche von 6,5 ha, auf denen eine Nutzfläche von 22.000 m² entstehen soll. Die Gesamtkosten werden mit 200 bis 250 Mio. Euro veranschlagt, von denen die öffentliche Einrichtung des CIGV selbst 30 Mio. Euro kosten wird.

### Einrichtungen
Die Cité de la Gastronomie ist so konzipiert, dass sie das ganze Jahr über besucht werden kann. Die zentralen Einrichtungen des CIGV werden sich auf dem gesamten Gelände verteilen:
- Eine Einkaufsmeile mit etwa 15 Geschäften, davon zwei Restaurants, auf 4500 m² rund um Gastronomie, Wein und Tischkultur lädt zum Flanieren ein. Im sogenannten „Cave de la Cité“ sollen 2500 bis 3000 verschiedene regionale Weine glasweise dank automatisierten Ausschanks in Selbstbedienung zu konsumieren sein.
- das Kulturzentrum Chapelle des Climats in der ehemaligen Krankenhauskapelle
- eine 70 m² große Verkostungszone der École des Vins des Bureau interprofessionnel des Vins de Bourgogne
- ein Kultur-, Konferenz- und Ausbildungszentrum mit Ausstellungsräumen
- ein Pavillon, der Architektur als Kulturerbe herausstellt
- ein 4-Sterne-Hotel von Hilton mit 125 Zimmern
- „Ciné-Duc“, ein Multiplex-Kino mit 9 Sälen, und „Supernova“, ein Programmkino mit 4 Sälen
- ein Gründerzentrum mit 1500 m², darunter auch das Kompetenzzentrum Vitagora, das im Bereich Geschmack-Ernährung-Gesundheit mit seinen Partnern aus dem Agrar- und Ernährungssektor für den Burgund, die Franche-Comté und die Île-de-France seit Juli 2005 staatlich zugelassen ist.
- die École Ferrandi, eine private Sprachschule

Zusätzlich wird auf dem Areal ein neues Stadtviertel mit neuem Wohnraum von 600 Wohneinheiten geschaffen.